# Tutta Rolf
Pour les articles homonymes, voir Rolf.
Tutta Rolf, née le 7 octobre 1907 à Oslo et morte le 26 octobre 1994 à Los Angeles, est une actrice suédo-norvégienne de cinéma.

## Filmographie partielle
- 1932 : Kärlek och kassabrist de Gustaf Molander
- 1932 : Vi som går köksvägen de Gustaf Molander
- 1933 : Chère Famille de Gustaf Molander
- 1934 : Fasters millioner de Gustaf Molander
- 1934 : En stilla flirt de Gustaf Molander
- 1935 : Dressed to Thrill de Harry Lachman
- 1935 : Under falsk flagg de Gustaf Molander
- 1935 : Swedenhielms de Gustaf Molander
- 1937 : Sara lär sig folkvett de Gustaf Molander
- 1937 : Au service de Sa Majesté de Raoul Walsh
- 1938 : Dollar de Gustaf Molander
- 1939 : Ombyte förnöjer de Gustaf Molander
- 1939 : Yak le harponneur (Valfångare) d'Anders Henrikson et Tancred Ibsen